# Condado de Fuensaldaña
El condado de Fuensaldaña es un título nobiliario español concedido por Felipe II de España el 13 de enero de 1584 a Juan Pérez de Vivero y de Mercado, VI señor de Fuensaldaña y V vizconde de Altamira y caballero de la Orden de Santiago por sus servicios prestados en Flandes.

## Denominación
Su nombre hace referencia a la villa de Fuensaldaña, en la provincia de Valladolid.

## Condes de Fuensaldaña

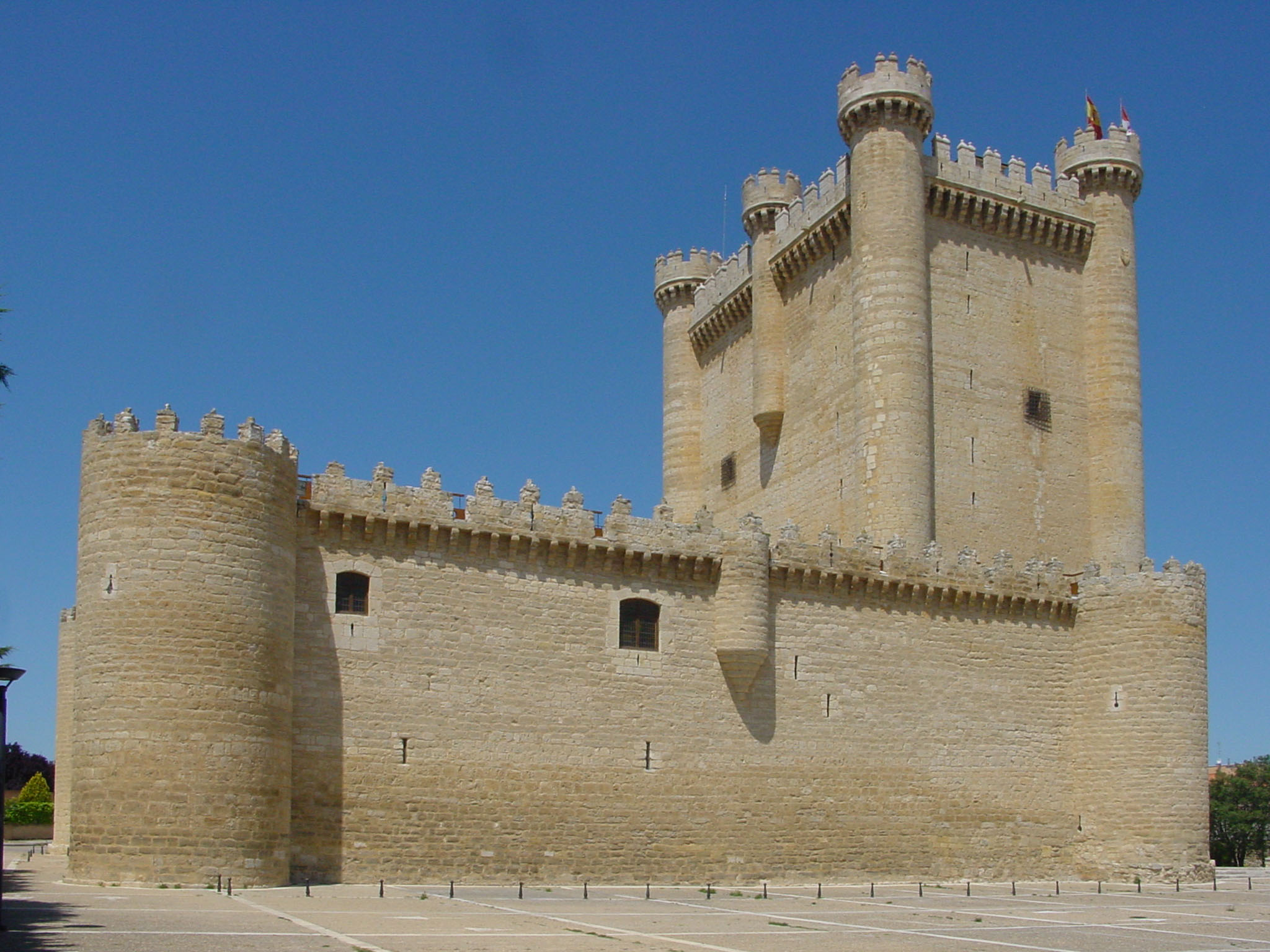
Castillo de Fuensaldaña, una de las propiedades que pertenecieron a los titulares del condado

|                                  | Titular                                          | Periodo                          |
| Creación por Felipe II de España | Creación por Felipe II de España                 | Creación por Felipe II de España |
| -------------------------------- | ------------------------------------------------ | -------------------------------- |
| I                                | Juan Pérez de Vivero y de Mercado                | 1584-1610                        |
| II                               | Juan Pérez de Vivero                             | 1610 ¿?                          |
| III                              | Alonso Pérez de Vivero y Menchaca                | ¿?-1661                          |
| IV                               | Luis Pérez de Vivero y Menchaca                  | 1661-1664                        |
| V                                | Alonso Manrique de Solís y Vivero                | 1664-1683                        |
| VI                               | Marcos Manrique de Lara y Silva                  | 1683-1709                        |
| VII                              | Juan Crisóstomo Manrique de Lara y Carvajal      | 1709-1722                        |
| VIII                             | Alonso Fernández Manrique de Lara-Solís y Silva  | 1722-1737                        |
| IX                               | Manuel José Osorio de la Vega Enríquez de Guzmán | 1743-1746                        |
| X                                | Francisco Javier Osorio y Guzmán                 | 1746-1747                        |
| XI                               | Manuel Juan Pérez Osorio y Fernández de Velasco  | 1747-1793                        |
| XII                              | Manuel Miguel Osorio y Spínola                   | 1793-1813                        |
| XIII                             | Nicolás Osorio y Zayas                           | 1813-1866                        |
| XIV                              | José Isidro Osorio y Silva-Bazán                 | 1866-1909                        |
| XV                               | Miguel Osorio y Martos                           | 1909-1942                        |
| XVI                              | Beltrán Alfonso Osorio y Díez de Rivera          | 1942-1994                        |
| XVII                             | Juan Miguel Osorio y Bertrán de Lis              | 1994-actual titular              |

## Historia de los condes de Fuensaldaña

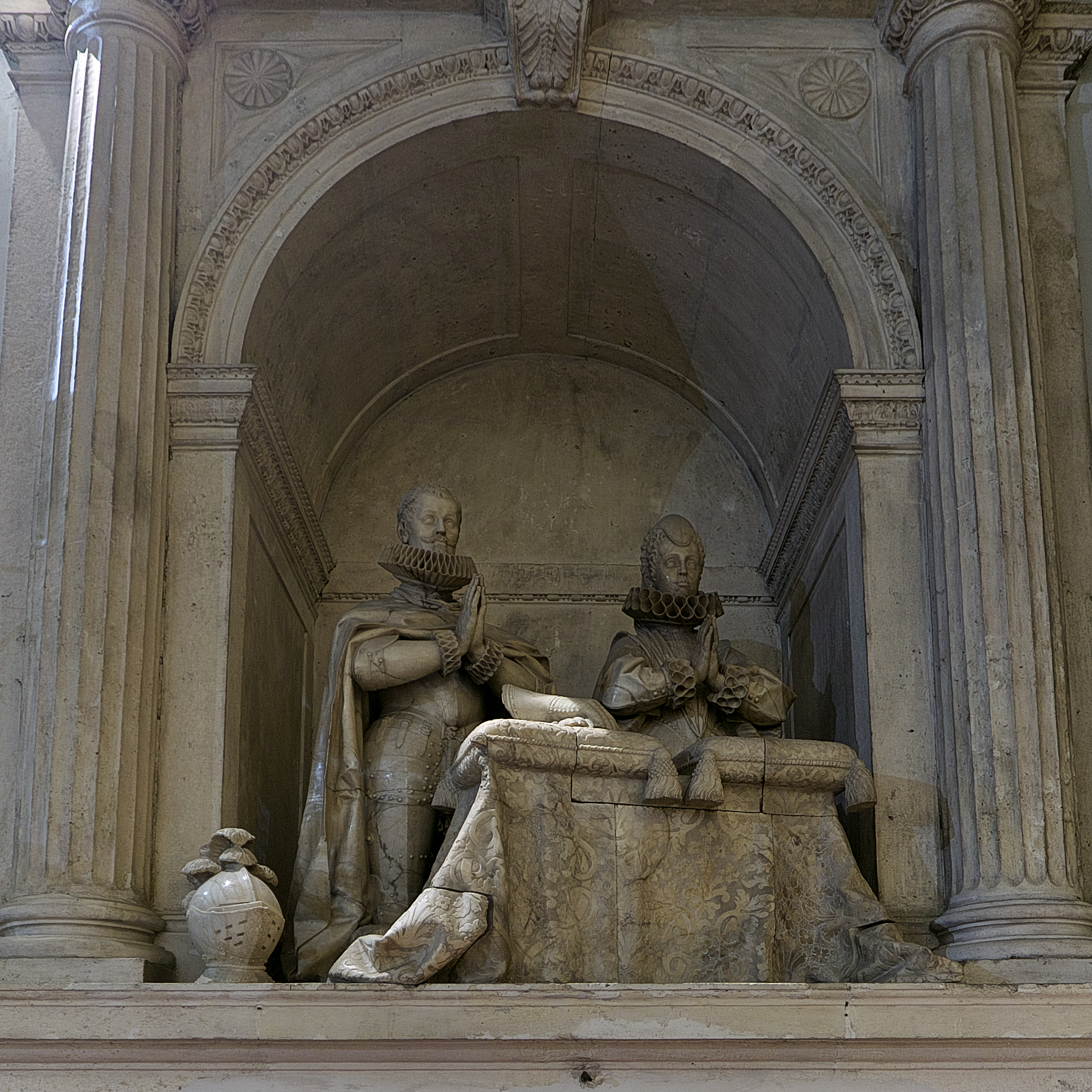
Sepulcro de Juan Pérez de Vivero y Magdalena de Borja, Iglesia de San Miguel y San Julián (Valladolid)

- Juan Pérez de Vivero y de Mercado (m. 27 de noviembre de 1610), I conde de Fuensaldaña,[1] VI señor de Fuensaldaña, V vizconde de Altamira,[2] caballero de la Orden de Santiago, gentilhombre de cámara del rey Felipe II, embajador en Francia y mayordomo mayor de la emperatriz María de Austria,[3] señor de Barcial de la Loma, Valdesandinas, Urueña, Torrelobatón y Gema, de las Merindades de Galdo y Villajuán y de otras poblaciones. Era hijo de Alonso Pérez de Vivero, IV vizconde de Altamira, y María Yáñez de Mercado.[1]

Casó, el 14 de febrero en el Palacio Real de Madrid, con Magdalena Oñaz de Loyola (m. 1626), XIV señora de las casas de Oñaz y Loyola, hija de Juan de Borja y Castro, I conde de Mayalde, y de Lorenza de Oñaz y Loyola, señora de estas casas. Sin descendencia, le sucedió su sobrino, hijo de su hermano Rodrigo de Vivero y Catalina de Luna.
- Juan Pérez de Vivero, II conde de Fuensaldaña,[4] VI vizconde de Altamira,[4] señor de Alaral y Castronuevo, comendador de Villanueva en la Orden de Alcántara.[4]

Casó con María de Menchaca y Velázquez. Le sucedió su hijo.
- Alonso Pérez de Vivero y Menchaca (1603-1661), III conde de Fuensaldaña, VII vizconde de Altamira, señor de Alarar y Castronuevo. Fundó el convento de religiosas franciscanas en Fuensaldaña.[4]

Casó con Blanca Enríquez. Le sucedió su hermano.
- Luis Pérez de Vivero y Menchaca (baut. en Barcial de la Loma el 17 de agosto de 1638-8 de mayo de 1664), IV conde de Fuensaldaña,[4] VIII vizconde de Altamira, señor de Castronuevo.[4]

Casó con Juana de Quijada. Sin descendencia, le sucedió después de un pleito de tenuta, su sobrino:
- Alonso Manrique de Solís y Vivero (m. 12 de junio de 1683), V conde de Fuensaldaña,[5][6] XXX señor y I conde de Montehermoso, IX vizconde de Altamira y X señor de Galisteo.[6]

Contrajo matrimonio con María Enríquez. Sin descendencia, le sucedió su sobrino, hijo de su hermano Pedro Manrique de Solís y Vivero, señor de Arquillo y caballero de la Orden de Santiago, y de su esposa Antonia de Silva y Vicentelo de Toledo:
- Marcos Manrique de Lara y Silva (m. 1709), VI conde de Fuensaldaña[7] y X vizconde de Altamira.[7]

Casó, en 1685, con María Ana de Carvajal y Vivero.
- Juan Crisóstomo Manrique de Lara y Carvajal (m. 1722), VII conde de Fuensaldaña,[7][8] III conde de Montehermoso y XI vizconde de Altamira.[7]

Sucedió su tío paterno:
- Alonso Fernández Manrique de Lara-Solís y Silva (1672-28 de marzo de 1737), VIII conde de Fuensaldaña,[7][8] I duque del Arco, grande de España, IV conde de Montehermoso, XII vizconde de Altamira, alcaide perpetuo del castillo de Casarabonela en Málaga, caballero de la Orden del Toisón de Oro, de la Orden de Alcántara, de la Orden de Santiago y de la Orden Militar del Espíritu Santo, caballerizo mayor y gentilhombre de cámara con ejercicio.[7]

Casó, en 1695, con María Ana Enríquez de las Casas y Cárdenas, XVI condesa de la Puebla del Maestre. Sin descendencia, sucedió en 1743, después de un pleito de tenuta:
- Manuel José Osorio de la Vega Enríquez de Guzmán (Bellice, 4 de junio de 1675-Valladolid, 18 de septiembre de 1746),[8] IX conde de Fuensaldaña,[8] VI marqués de Montaos.

Casó, en 1705, con Josefa Antonia de Guzmán Spínola y Colonna. Le sucedió su hijo en 1746:
- Francisco Javier Osorio y Guzmán (Grajal de Campo, 2 de enero de 1709-15 de noviembre de 1747), X conde de Fuensaldaña,[9] XIII marqués de Alcañices, marqués de Montaos, conde de Grajal, conde de Villanueva de Cañedo, etc., señor de Cervantes, Villacid, Villanueva de Cañedo y Villafuerte.[9]

Casó, en 1734, con María de la Concepción Fernández de Velasco y Pimentel, hija del duque de Frías. Le sucedió su hijo.
- Manuel Juan Pérez Osorio Fernández de Velasco (baut. en la iglesia de San Ginés, Madrid, el 26 de junio de 1734-10 de enero de 1793), XI conde de Fuensaldaña,[10] XIV marqués de Alcañices y demás títulos.[9]

Casó, en la iglesia de San Sebastián, Madrid, el 18 de febrero de 1754, con María Dominga Spínola de la Cueva y Cerda, hija de los condes de los Balbaces. Le sucedió su hijo en 1793:
- Manuel Miguel Osorio y Spínola (Madrid, 8 de mayo de 1757-Cádiz, 29 de mayo de 1813), XII conde de Fuensaldaña,[11] VII duque de Sesto.[12]

Casó en primeras nupcias, con Joaquina de la Cerda Cernecio, hija de los condes de Parcent. Casó, el 3 de abril de 1786, con María de las Mercedes Zayas y Benavides (m. 1847), IV duquesa de Algete. Le sucedió su hijo del segundo matrimonio:
- Nicolás Pérez Osorio y Zayas (Madrid, 13 de febrero de 1799-31 de enero de 1866), XIII conde de Fuensaldaña,[13] XV duque de Alburquerque,[14] X marqués de Cadreita,[15] XVI marqués de Alcañices,[15] VIII duque de Sesto,[15] VIII marqués de los Balbases,[15] XV conde de Ledesma, XV conde de Huelma, XVI marqués de Cuéllar, XI marqués de Montaos, XI conde de Grajal, XIII conde de Fuensaldaña, XI conde de Villaumbrosa, IV duque de Algete, etc., senador, mayordomo mayor del rey Alfonso XII, caballero gran cruz de la Real Orden de Carlos III  y caballero de la Orden del Toisón de Oro.[12]

Casó, el 12 de septiembre de 1822, con Inés Francisca de Silva y Téllez-Girón, hija de José Gabriel de Silva-Bazán y Waldstein, X marqués de Santa Cruz, y de Joaquina Téllez-Girón y Pimentel, II condesa de Osilo. Le sucedió su hijo:
- José Isidro Osorio y Silva (Madrid, 4 de abril de 1825-30 de diciembre de 1909), XIV conde de Fuensaldaña,[17][18] XVI duque de Alburquerque,[19] XI marqués de Cadreita,[18] XVI conde de Ledesma, XVI conde de Huelma, XVII marqués de Cuéllar, XIII conde de la Torre, XVII marqués de Alcañices, IX marqués de los Balbases, IX y último duque de Sesto, IX conde de la Corzana, XII conde de Grajal, etc.,[18] mayordomo mayor del rey y caballero del Toisón de Oro.[19]

Casó el 4 de abril de 1868 con la princesa rusa Sofía Troubetzkoy, viuda del duque Carlos Augusto de Morny, medio hermano de Napoleón III. Le sucedió, en 1915, su sobrino nieto, hijo de José Ramón Osorio y Heredia, IX conde de la Corzana y III marqués de los Arenales, y de Narcisa de Martos y Arizcún.
- Miguel Osorio y Martos (Madrid, 31 de julio de 1886-Madrid, 3 de mayo de 1942), XV conde de Fuensaldaña,[20][21] XVII duque de Alburquerque, X marqués de los Balbases, XVIII marqués de Alcañices,[22] XII marqués de Cadreita, XVIII marqués de Cuéllar, VII marqués de Cullera, XIII marqués de Montaos, XIII conde de Grajal, XVII conde de Huelma, XVII conde de Ledesma, XIV conde de la Torre, VII conde de las Torres de Alcorrin,, XIII conde de Villaumbrosa, XI conde de Villanueva de Cañedo[21] y XI conde de la Corzana.[20]

Casó, en Madrid el 29 de junio de 1914, con Inés Díez de Rivera y Figueroa. Le sucedió su hijo que convalidó los títulos en 1952:
- Beltrán Alfonso Osorio y Díez de Rivera (Madrid, 15 de diciembre de 1918-Algete, 8 de febrero de 1994), XVI conde de Fuensaldaña,[20] XVIII duque de Alburquerque.[22] VIII duque de Algete, XIX marqués de Alcañices, XI marqués de los Balbases, XIII marqués de Cadreita, XVII marqués de Cuéllar, etc.[20][22] Ocupó el puesto de Jefe de la Casa de Juan de Borbón y Battenberg, conde de Barcelona y padre del rey Juan Carlos I de España, entre 1954 y 1993. Participó en los Juegos Olímpicos de Helsinki donde obtuvo un segundo puesto y en los de Roma. En 1964 ganó el Campeonato Hípico de Europa, el «Manteau de Coeur» en el Hipódromo de la Zarzuela en 1956.[22]

Casó el 2 de octubre de 1952 con Teresa Bertrán de Lis y Pidal, hija de Vicente Carlos Luis Beltrán de Lis y Gurowski, II marqués de Bondad Real, grande de España, y de  María de la Concepción Pidal y Chico de Guzmán. Tras enviudar, contrajo matrimonio el 27 de junio de 1974 con María Cristina de Malcampo y San Miguel, XV duquesa del Parque y VII duquesa de San Lorenzo de Valhermoso, dos veces grande de España, condesa de Joló y vizcondesa de Mindanao, hija de José Malcampo y Fernández de Villavicencio y de María Rosa San Miguel y Martínez Campos. Le sucedió su hijo:
- Juan Miguel Osorio y Bertrán de Lis (n. Madrid, 7 de noviembre de 1858), XVII con de Fuensaldaña,[24] XIX duque de Alburquerque,[19] XIV marqués de Cadreita,[20] IX duque de Algete, XX marqués de Alcañices, IX marqués de Cullera, XV marqués de Montaos, XIX conde de Ledesma, XI conde de Huelma, etc.[24]

Casó en Algete el 7 de julio de 1984 con Beatriz Letelier y Bomchill. Posteriormente contrajo matrimonio el 25 de julio de 1996 con Blanca Suelves y Figueroa, hija de José Suelves y Ponsich, marqués de Tamarit y de Victoria Eugenia de Figueroa y Borbón. Son sus hijos Beatriz Osorio y Letelier, Nicolás Beltrán Osorio y Letelier, Blanca Osorio y Suelves y Luis Osorio y Suelves.